# Charles-Louis Houdard
Pour les articles ayant des titres homophones, voir Houdart.
Charles-Louis Marcel Houdard, né à Neuilly-sur-Seine le 4 septembre 1855 et mort dans la même ville le 25 janvier 1931, est un peintre et un graveur français, adepte du japonisme. Il produisit de nombreuses eaux-fortes et aquatintes.

## Biographie
Charles-Louis Houdard est élève à l'École des beaux-arts de Paris dans les ateliers d'Edmond Yon, Gustave Boulanger et Jules Lefebvre. 
Il commence à produire en 1886. Il expose au Salon des indépendants de 1888 un tableau intitulé Sur la plage, à Menton.
L'une de ses premières gravures est publiée dans L'Estampe originale (1893-1895).
En décembre 1895, il est représenté par la galerie Siegfried Bing (Paris) dans le cadre du Salon de l'Art nouveau.
Il est alors essentiellement connu pour ses estampes en couleurs, qui mêle les techniques de l'eau-forte et l'aquatinte, celle-ci servant à rehausser l'ensemble. Il privilégie les paysages maritimes, les fleurs et les animaux et insectes des campagnes. Sa palette est fortement influencée par le courant japoniste, et ce, dès le début des années 1890.
En 1905, ses gravures sont exposées chez Georges Petit, puis de nouveau en 1907, dans le cadre du salon de la Société de la gravure originale en couleurs.
Houdard est membre de plusieurs structures qui servent à promouvoir les arts graphiques : l'Association de l'estampe moderne, la Société de la gravure originale en couleurs fondée par Jean-François Raffaëlli, et la Société des amis de l'art japonais (1908-1913), cette dernière s'inscrivant dans le prolongement de la galerie Le Japon artistique de Bing.
En mars 1929, il expose des gravures et des dessins à la galerie Simonson à Paris.
Il meurt à Neuilly-sur-Seine, sa ville natale, en janvier 1931.
Il est père de deux fils, André, industriel lié au groupe Japy, et Marcel, docteur ès sciences, mort en 1919 à l'âge de 37 ans.

Eaux-fortes rehaussées à l'aquatinte par Charles-Louis Houdard
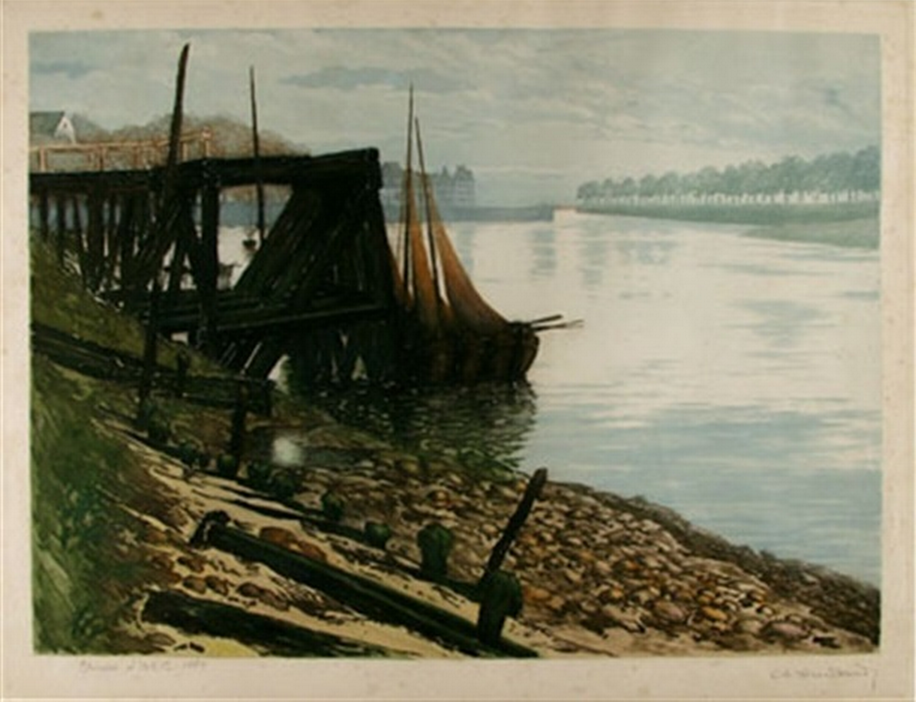
Au bord de la rivière (1889).
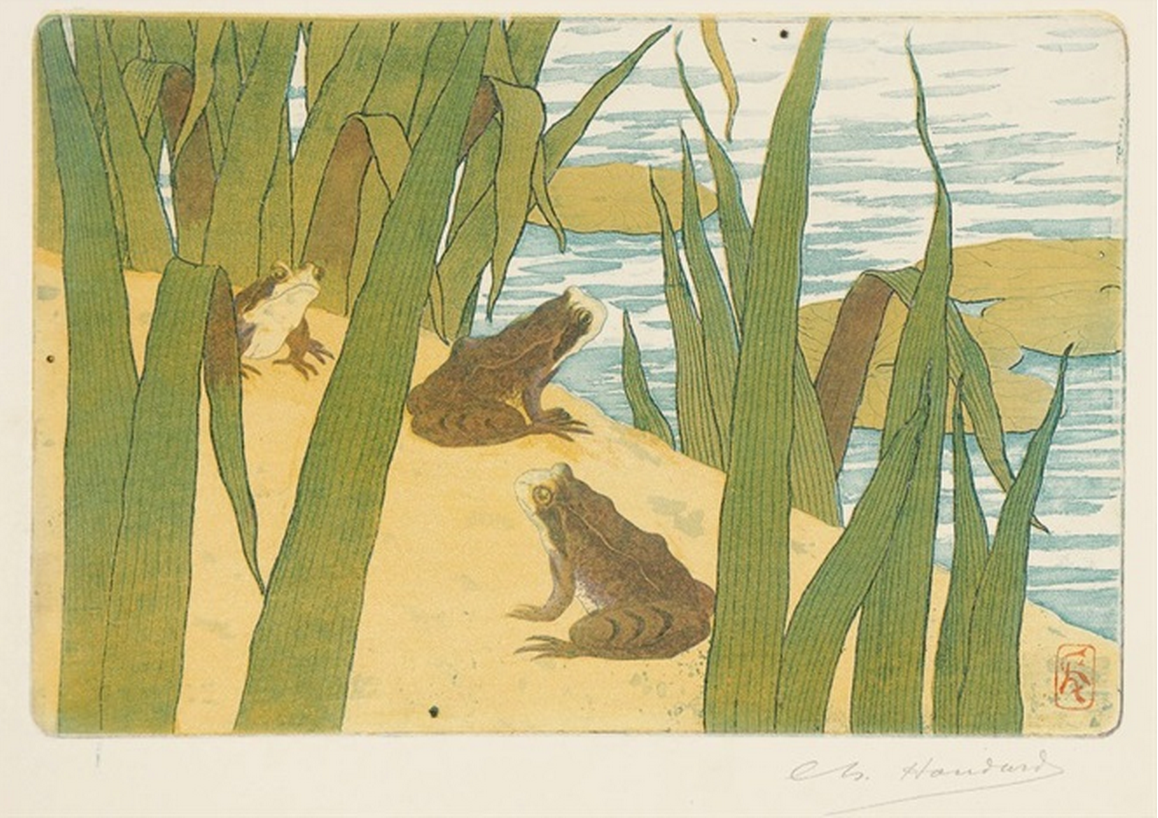
Grenouilles et roseaux (1894).
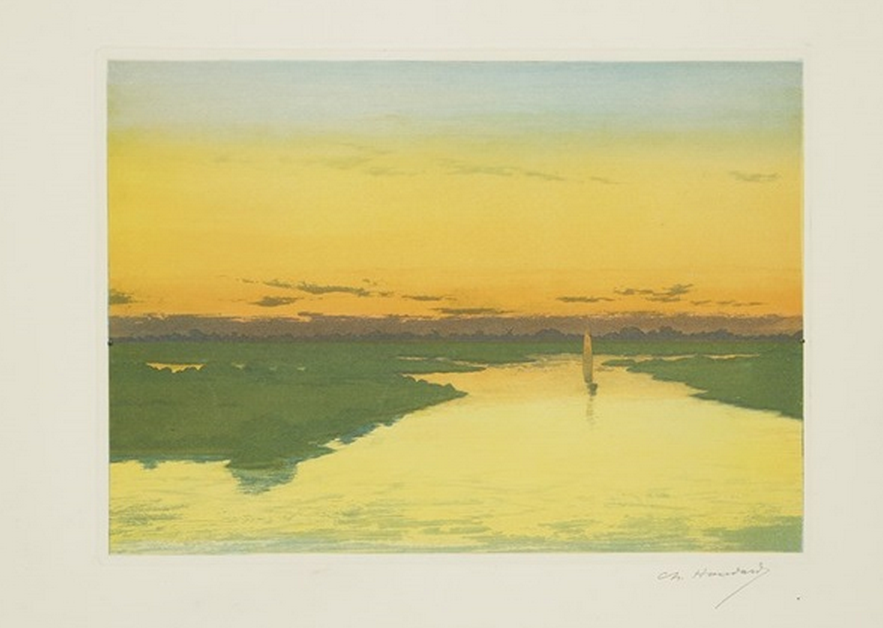
Coucher de soleil à Dordrecht (1897-1898).
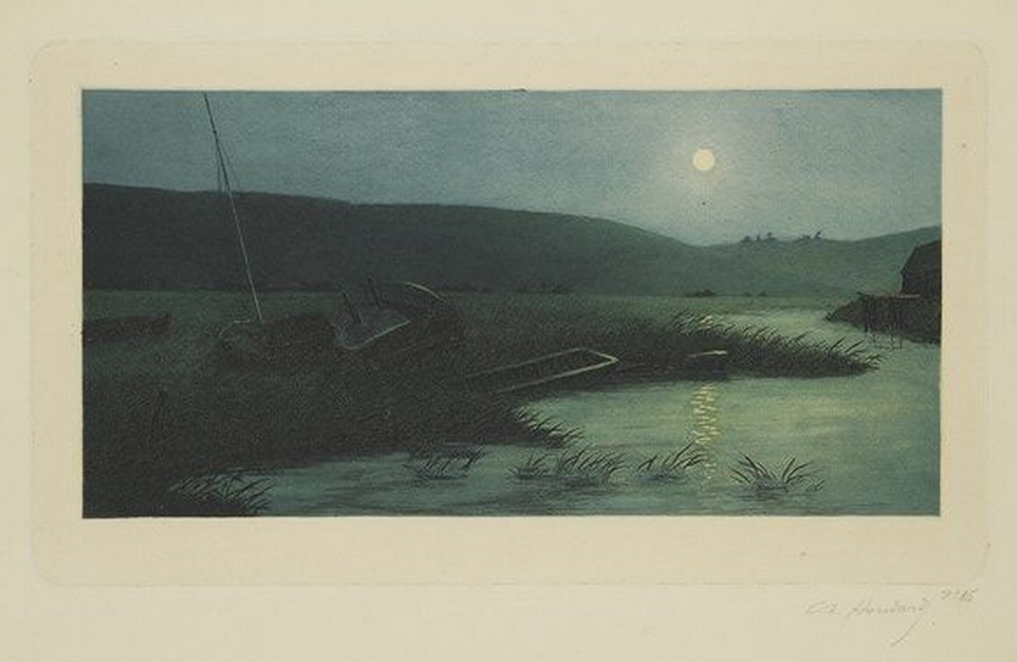
Clair de lune sur la Bresle (1898).
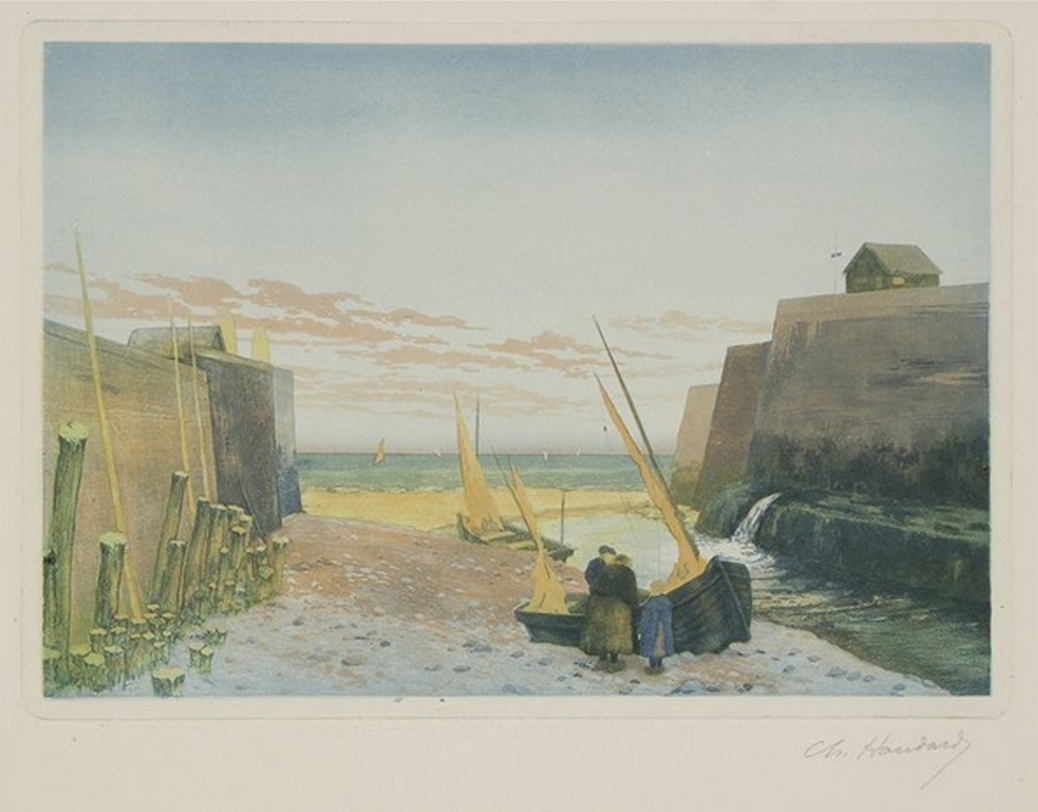
Les anciennes jetées du Tréport (1898).
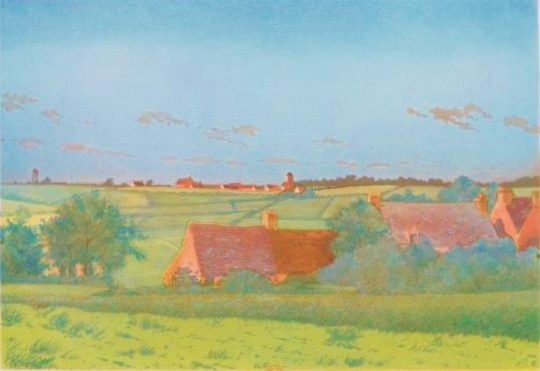
Les hauteurs de Crozon (estampe, 1898)